# جزیره کو اینجه یای که
جزیره کو اینجه یای که (به فرانسوی: Île Kô Ngéaa Ké)  جزیره توریستی چسبیده به جزیره دس‌پینس از جزایر کالدونیا جدید می‌باشد . این جزیره توسط نوار شن و ماسه به جزیره ویته متصل شده است . راه دسترسی به جزیره فرودگاه دس‌پینس می‌باشد .  در جنوب جزیره یک استخر طبیعی (آب محصور در تخته‌های سنگی) وجود دارد . 